# Andora na Letnich Igrzyskach Olimpijskich 2004
Andorę na Letnich Igrzyskach Olimpijskich 2004 reprezentowało sześciu sportowców.
Był to ósmy występ Andory na letnich igrzyskach olimpijskich.

## Reprezentanci

### judo
- do 90 kg: Toni Besoli – odpadł w 1/16 finału

### lekkoatletyka
- maraton: Toni Bernadó – 57. miejsce
- 1500 m: Silvia Felipo – 42. miejsce

### pływanie
- 200 m stylem zmiennym: Hocine Haciane – 36. miejsce
- 100 m stylem dowolnym: Carolina Cerqueda – 48. miejsce

### strzelectwo
- trap: Francesc Repiso Romero – 35. miejsce